# استفان کوبل
استفان کوبل (انگلیسی: Stefan Kobel؛ زادهٔ ۱۳ february ۱۹۷۴ (۵۱ سال)) بازیکن والیبال ساحلی اهل سوئیس است.